# Canton de Sète-2
Le canton de Sète-2 est un ancien canton situé dans l'Hérault, dans l'Arrondissement de Montpellier. Le décret du 26 février 2014 a fusionné le canton de Sète-2 avec le canton de Sète-1 pour créer le Canton de Sète.

## Composition
Il est composé de la commune suivante :
| Communes                                        | Population (2012) | Code postal | Code Insee |
| ----------------------------------------------- | ----------------- | ----------- | ---------- |
| Sète (chef-lieu du canton), fraction de commune | 23 069            | 34200       | 34301      |

Il inclut les quartiers suivants :
- Saint-Clair (partie Nord)
- Château-Vert
- L'Ile de Thau
- Le Barrou
- Les Métairies
- Le Pont-Levis
- Les Quilles
- Le Saunier
- Villeroy
- Les Plages

## Carte du canton

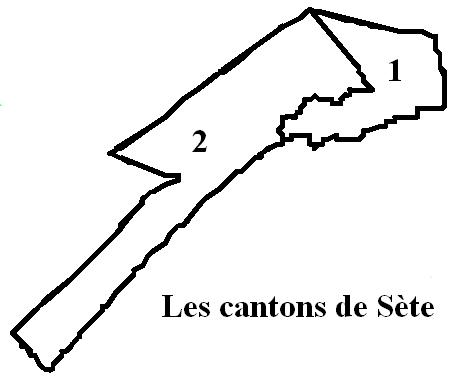
Carte des cantons de Sète

## La photo du canton

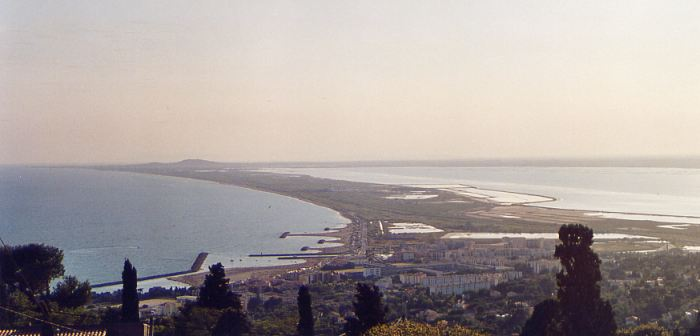
Le lido et les plages entre Sète et Agde

## Administration
| Période | Période          | Identité                     | Étiquette | Qualité |
| ------- | ---------------- | ---------------------------- | --------- | --- |
| 1973    | 1988 (démission) | Gilbert Martelli (1918-1988) | PCF       | Employé d’une société électrique puis agent d’assurances Maire de Sète (1973-1983) Ancien conseiller général du canton de Sète (1967-1973) |
| 1988    | 1997 (démission) | François Liberti             | PCF       | Marin-pêcheur, conchyliculteur Maire de Sète (1996-2001) Député (1997-2007)                                                                |
| 1997    | 1998 (décès)     | Raymond Félices              | PCF       | Vice-Président du conseil général |
| 1998    | 2004             | Jacques Blin                 | PCF       | Directeur de maison des jeunes et de la culture, historien Vice-président du Conseil général                                               |
| 2004    | 2015             | François Liberti             | PCF       | Conseiller municipal de Sète de mars à septembre 2008 Vice-président du Conseil général Elu en 2015 dans le nouveau canton de Sète         |

## Démographie
| 1975 | 1982 | 1990   | 1999   | 2006   | 2011   | 2012   |
| ---- | ---- | ------ | ------ | ------ | ------ | ------ |
| -    | -    | 21 540 | 21 197 | 22 118 | 23 069 | 23 188 |